# 重イオン研究所

重イオン研究所のロゴ

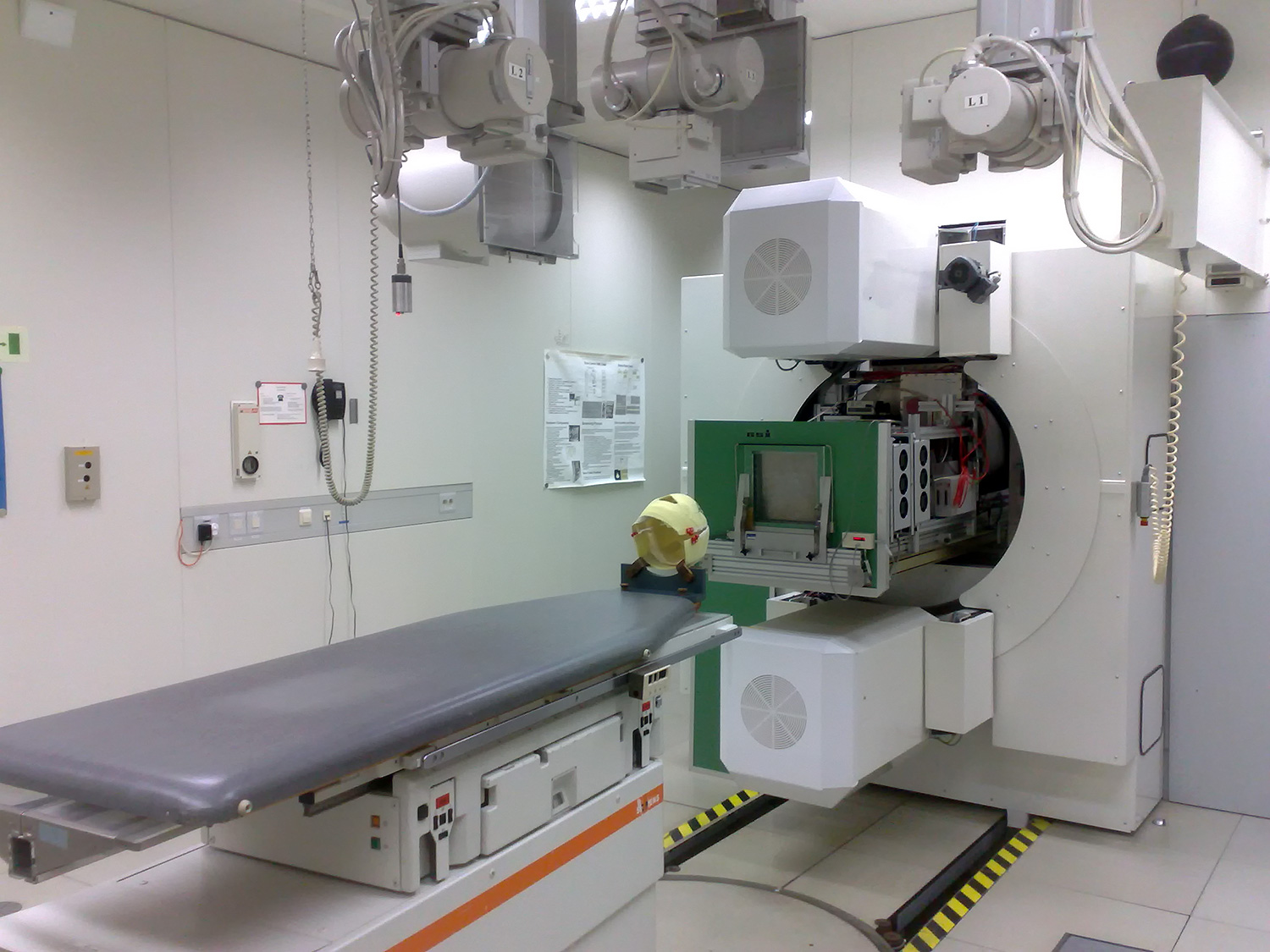
重イオンを用いた脳腫瘍治療装置

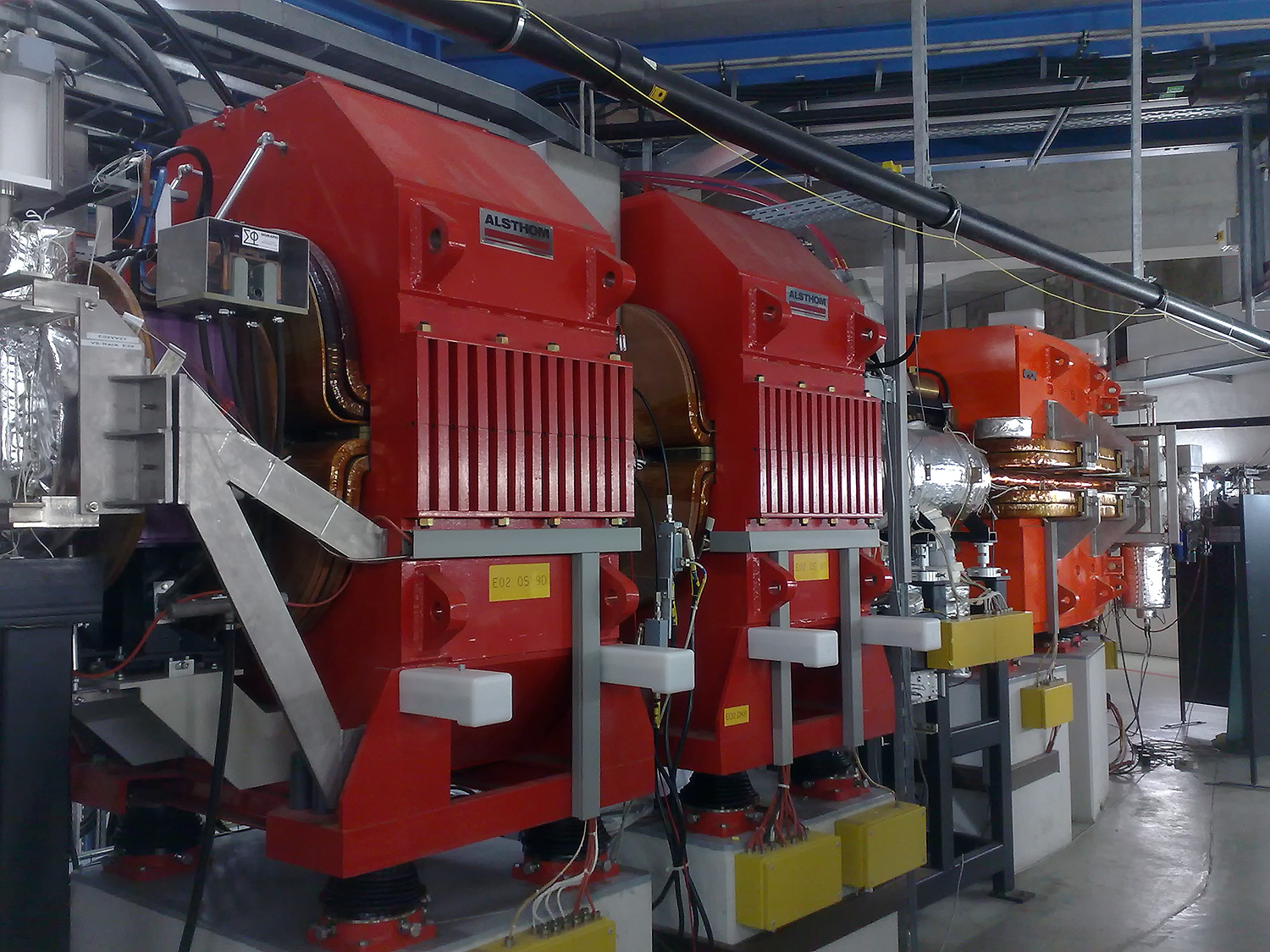
加速器の一部

重イオン研究所（じゅうイオンけんきゅうじょ、ドイツ語: GSI Helmholtzzentrum für Schwerionenforschung GmbH）は、ドイツ連邦共和国のダルムシュタットにある原子核物理学、素粒子、生物物理学、核化学に関する研究施設である。GSIと略される。
高エネルギー加速器による学術研究、重イオンビームを用いた癌治療に関する研究が主に行われている。研究所は連邦政府、ヘッセン州およびEUから拠出される資金により運営されている。研究所の株主はドイツ連邦共和国が90％、ヘッセン州が10％となっている。

## 概要
1969年12月に設立され、以来世界各国から合計年間約1200人の研究者が研究設備を利用している。
1975年には120メートルの線形加速器UNILACが導入された。これはイオンを光速の20%まで加速できるものであった。また1997年からはX線の代わりに炭素イオンビームを用いた悪性腫瘍に対する重粒子線がん治療装置を導入し、2000年から治療を開始した。炭素イオンビームはX線よりもシャープで臓器への影響をより抑えるという利点がある。
今後は、加速器のビームの強度を高め、さらなる未知の原子核の合成、反物質のビームの研究などを計画している。
将来的にFAIR(Facility for Antiprotons and Ions Research)と呼ばれるRIビームの13カ国（オーストリア、フィンランド、フランス、ドイツ、インド、イタリア、ルーマニア、ロシア、スロベニア、スウェーデン、イギリス、スペイン、ポーランド）が参加する国際組織を構築する計画である。

## 新元素発見
重イオン研究所において、線形加速器(UNILAC)および高エネルギー重イオン加速器により以下の原子核を合成し、新元素発見として認められた。これらの元素のうちハッシウム（ヘッセン州）およびダームスタチウム（ダルムシュタット）は研究所の所在地にちなんで名称が与えられた。
- 原子番号107番ボーリウム:1981年

209Bi + 54Cr → 262Bh + 1n
- 原子番号108番ハッシウム:1984年

208Pb + 58Fe → 265Hs + 1n
- 原子番号109番マイトネリウム:1982年

209Bi + 58Fe → 266Mt + 1n
- 原子番号110番ダームスタチウム:1994年

208Pb + 62Ni → 269Ds + 1n
- 原子番号111番レントゲニウム:1994年

209Bi + 64Ni → 272Rg + 1n
- 原子番号112番コペルニシウム:1996年

208Pb + 70Zn → 277Cn + 1n